# 光悦寺
光悦寺（こうえつじ）は、京都市北区鷹峯光悦町にある日蓮宗の寺院。山号は大虚山。本尊は十界大曼荼羅。旧本山は京都本法寺。親師法縁。鷹峰三山（鷹ヶ峰、鷲ヶ峰、天ヶ峰）を望む景勝地にある。

## 境内
江戸時代の芸術家である本阿弥光悦は、慶長年間（1596年 - 1615年）の初年にはこの地に別宅を構えていたが、元和元年（1615年）に徳川家康により付近一帯の土地を与えられた。『本阿弥行状記』によれば、当時は「辻斬り追い剥ぎ」の出没する物騒な地であったという。
元和5年（1619年）になり本格的にこの地に移り住んだ光悦は、一族や様々な工芸の職人とその家族ら100人以上を集住させて一大芸術村、いわゆる光悦村を作り上げた。また自らの屋敷の近くに法華題目堂を建立している。
光悦の死後の明暦2年（1656年）、屋敷と法華題目堂は日蓮宗の日慈を開山として整備され光悦寺となった。
本阿弥光悦は茶道においても一流儀に偏することなく、古田織部や織田有楽斎にも教えを受け、また千宗旦とも深く交わって茶道の奥義を極めた。境内には大虚庵、三巴亭、了寂軒、徳友庵、本阿弥庵、騎牛庵、自得庵の7つの茶室が散在し、さらに庫裏に接して妙秀庵があるが、これらはいずれも大正時代以降の建物である。
当寺は本阿弥家が去ると次第に廃れていき、明治時代になると荒廃していたが、大正時代になって復興された。
- 本堂
- 庭園 - 路地の一部などは七代目小川治兵衛が作庭したもの。
- 庫裏
- 茶室「妙秀庵」
- 茶室「大虚庵」 - 大虚庵とは本阿弥光悦が鷹ヶ峰に営んだ居室の名称であるが、現在ある大虚庵は1915年（大正4年）に新たに建てられたもので、道具商・土橋嘉兵衛の寄付、速水宗汲の設計である。ただし、建設後に光悦会によって改造されており、正面入口の貴人口（障子3枚立て）がにじり口に変更されたほか、間取りも当初の三畳台目から四畳 + 二台目に変わっている。大虚庵前の竹の垣根は光悦垣またはその姿から臥牛（ねうし）垣と呼ばれ徐々に高さの変る独特のものである。
- 茶室「三巴亭（さんばてい）」 - 1921年（大正10年）に建てられた数奇屋建築で、八畳2室、水屋等からなる。北西の八畳は光悦堂と称し、仏壇には光悦の木像を安置する。三巴とは過去・現在・未来を意味しているという。
- 茶室「了寂軒」
- 茶室「徳友庵」 - 光悦の号である「徳友斎」から採られている。

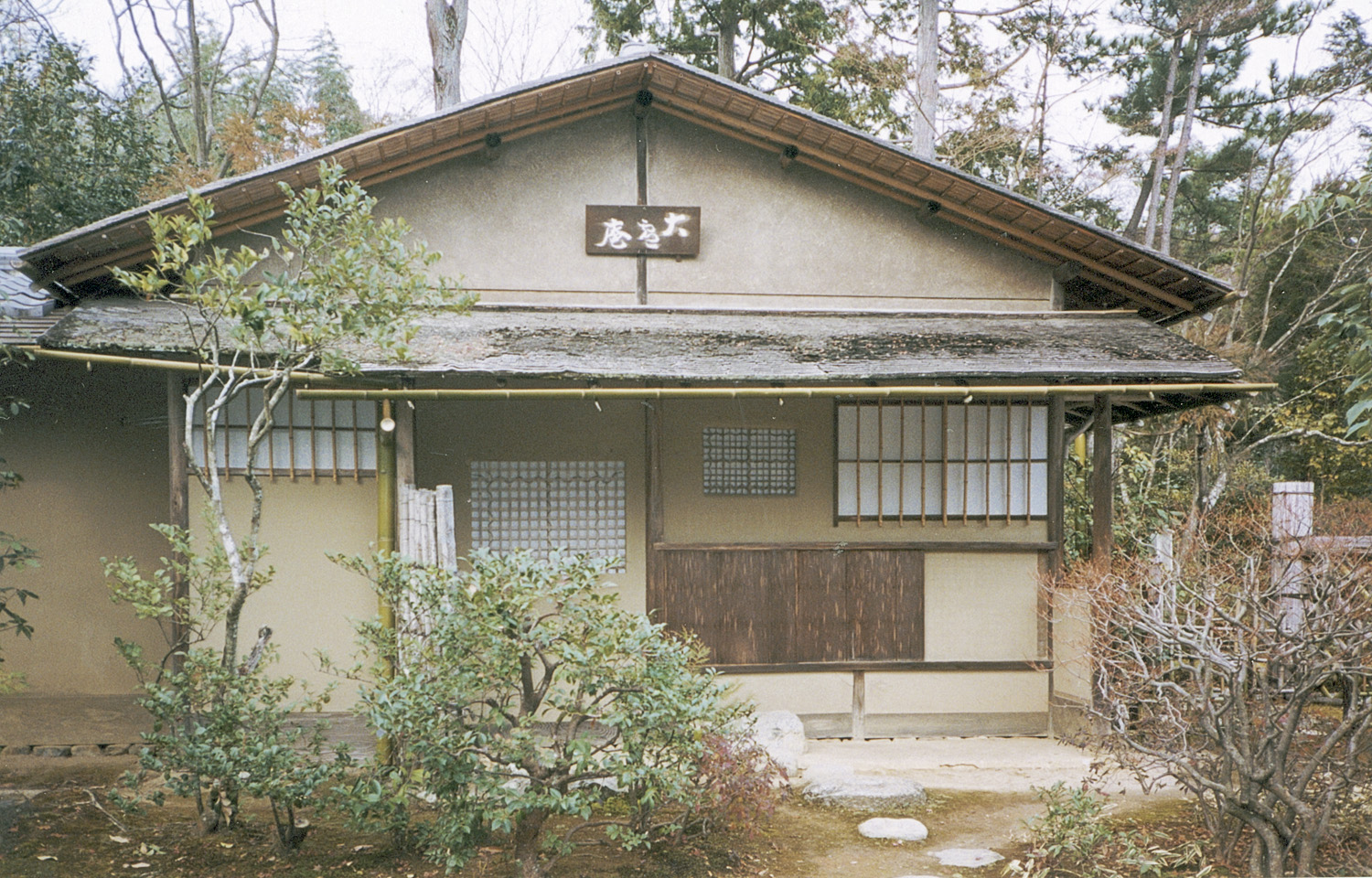
大虚庵
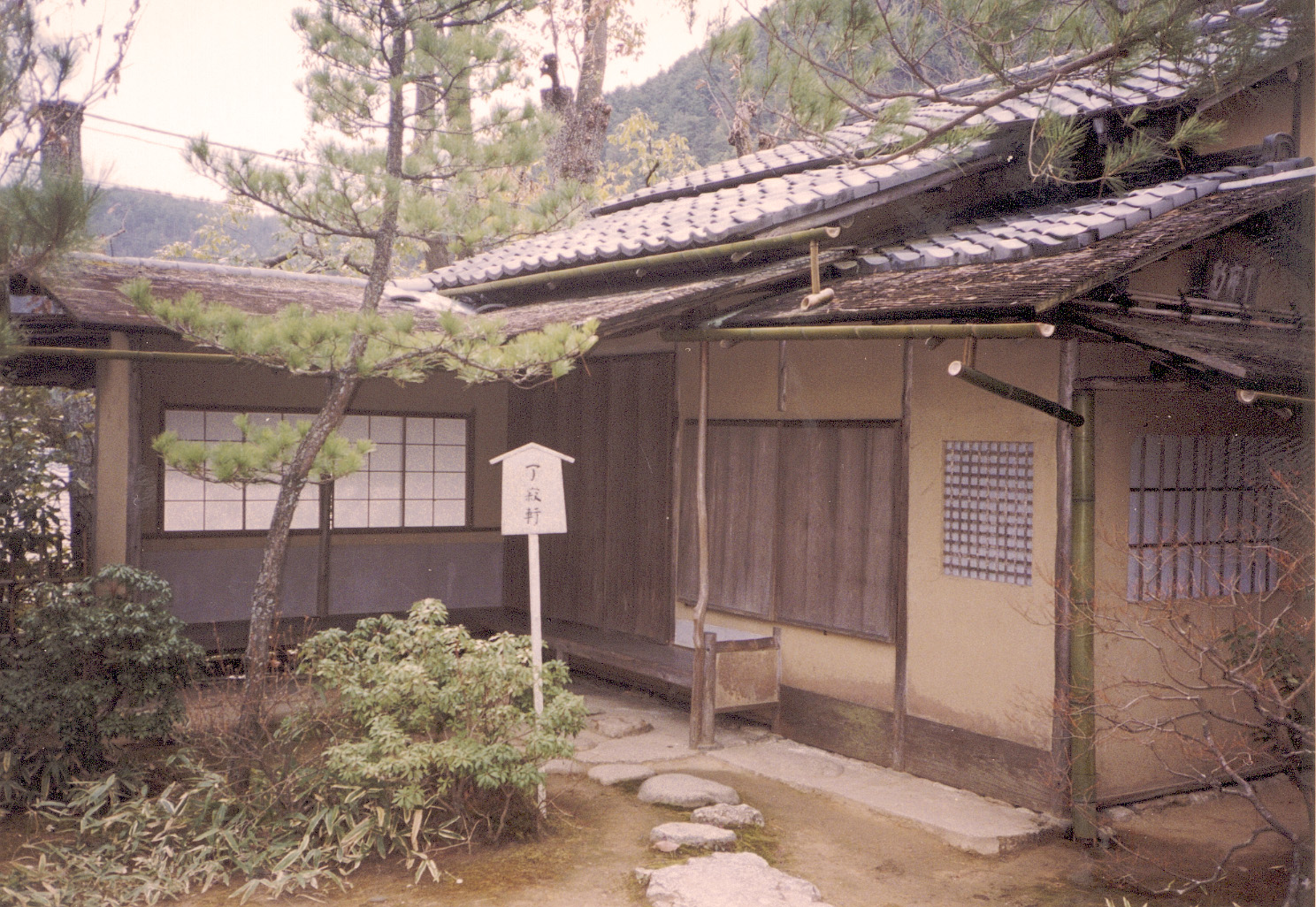
了寂軒
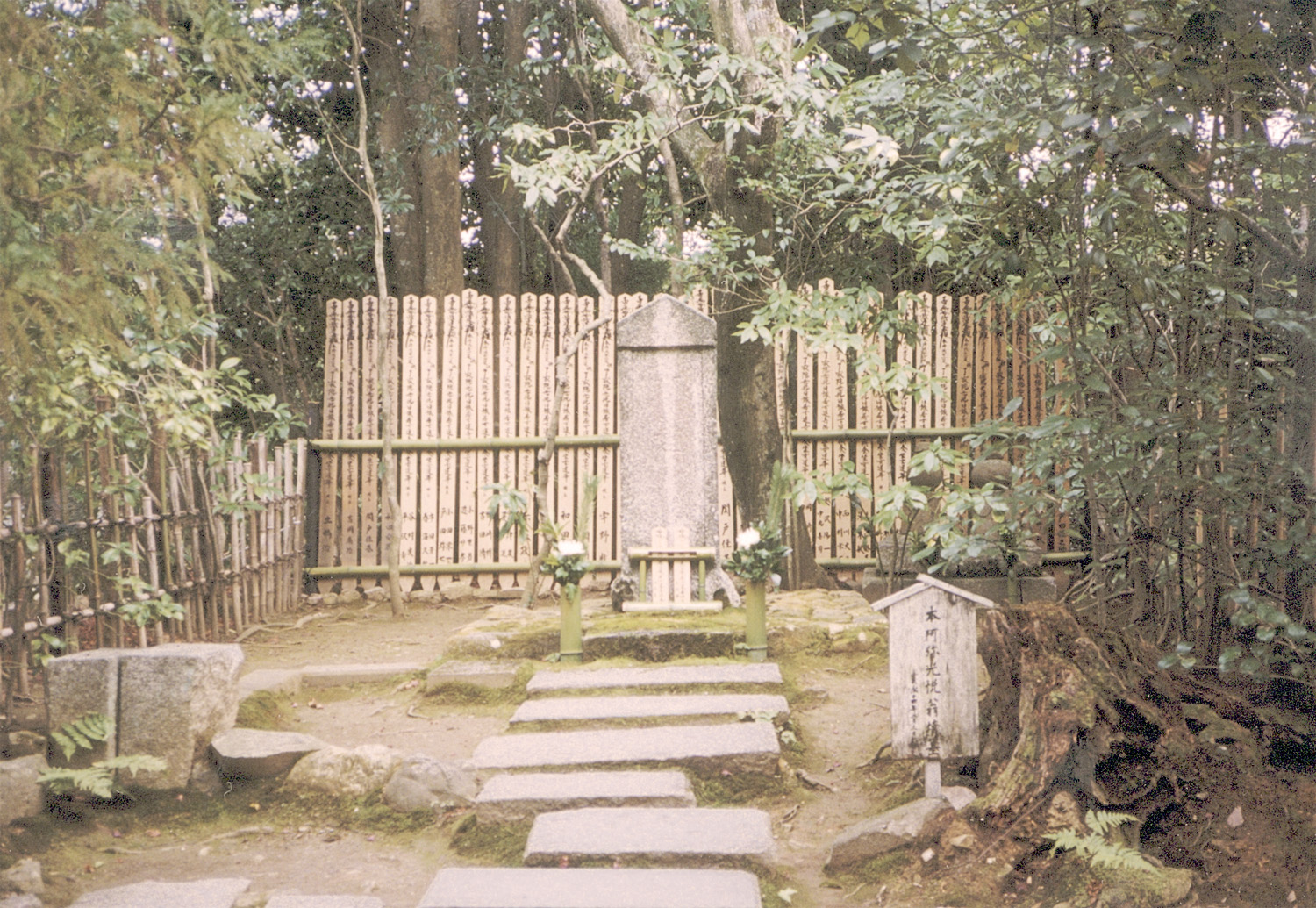
光悦墓

- 本阿弥一族の墓
- 茶室「本阿弥庵」
- 茶室「騎牛庵」
- 茶室「自得庵」
- 本阿弥光悦の墓
- 鐘楼 - 屋根は茅葺となっている。
- 山門

- 大虚庵
- 了寂軒
- 光悦墓

## アクセス
- 京都市営バス玄琢行き「鷹峯源光庵前」バス停（6・北1系統）下車 徒歩約3分